# Немзети Байнокшаг
Първа унгарска футболна лига или ОТП Банк лига (на унгарски: Nemzeti Bajnokság I), е най-високото ниво в унгарския футбол от учредяването ѝ през 1901. Нейното официално име е ОТП Банк лига (OTP Bank Liga), което носи заради спонсора си ОТП Банк – най-голямата банка в Унгария. Българската „Банка ДСК“ е собственост на ОТП Банк. Към 1 май 2014 лигата е 28-ото най-силно първенство в Европа, според коефициентите на УЕФА.
В първенството се състезават 16 отбора, който играят два пъти помежду си – веднъж като домакин и гост. В края на сезона завършилият на първо място влиза в квалификациите на Шампионската лига. Вторият и третият, както и носителят на купата на Унгария влизат в квалификациите на Лига Европа. Последните два отбора изпадат във Втора унгарска футболна лига. Тя е разделена на източна и западна част и победителите от двете първенства се класират в Първа лига.
С най-много мачове в първенството е Золтан Вег с 569 участия. Едни от най-известните играчи играли в лигата са Ференц Пушкаш, Имре Шлосер, Флориан Алберт, Ласло Кубала, Золтан Гера.

## Членове за сезон 2012 – 2013
| Клуб              | Местоположение | сезон 2011 – 2012                         |
| ----------------- | -------------- | ----------------------------------------- |
| МТК Будапеща      | Будапеща       | Втора унгарска футболна лига – Запад 1-во |
| Хонвед            | Будапеща       | 4-то                                      |
| Дебрецен          | Дебрецен       | 1-во                                      |
| Диошдьор          | Мишколц        | 7-о                                       |
| Егри              | Егер           | Втора унгарска футболна лига – Изток 1-во |
| Ференцварош       | Будапеща       | 11-о                                      |
| Дьор ЕТО          | Дьор           | 3-то                                      |
| Капошвари         | Капошвар       | 10-о                                      |
| Кечкемети         | Кечкемет       | 5-о                                       |
| Ломбард-Папа      | Папа           | 14-о                                      |
| Пакши             | Пакш           | 6-о                                       |
| Печи              | Печ            | 12-о                                      |
| Шиофок            | Шиофок         | 12-о                                      |
| Сомбатхей Халадаш | Сомбатхей      | 8-о                                       |
| Уйпещ             | Будапеща       | 13-о                                      |
| Видеотон          | Секешфехервар  | 2-ро                                      |

## Шампиони по клубове
| Клуб                     | Шампион | Години |
| ------------------------ | ------- | --- |
| Ференцварош (Будапеща)   | 36      | 1903, 1905, 1907, 1909, 1910, 1911, 1912, 1913, 1926, 1927, 1928, 1932, 1934, 1938, 1940, 1941, 1949, 1963, 1964, 1967, 1968, 1976, 1981, 1992, 1995, 1996, 2001, 2004, 2016, 2019, 2020, 2021, 2022, 2023, 2024, 2025 |
| МТК (Будапеща)           | 23      | 1904, 1908, 1914, 1917, 1918, 1919, 1920, 1921, 1922, 1923, 1924, 1925, 1929, 1936, 1937, 1951, 1953, 1958, 1987, 1997, 1999, 2003, 2008                                                                               |
| Уйпещ (Будапеща)         | 20      | 1930, 1931, 1933, 1935, 1939, 1945, 1946, 1947, 1960, 1969, 1970, 1971, 1972, 1973, 1974, 1975, 1978, 1979, 1990, 1998                                                                                                 |
| Хонвед (Будапеща)        | 14      | 1949/50, 1950, 1952, 1954, 1955, 1980, 1984, 1985, 1986, 1988 1989, 1991, 1993, 2017 |
| Дебрецен                 | 7       | 2005, 2006, 2007, 2009, 2010, 2012, 2014 |
| Вашаш (Будапеща)         | 6       | 1957, 1961, 1962, 1965, 1966, 1977 |
| Чепел (Будапеща)         | 4       | 1942, 1943, 1948, 1959 |
| Дьор ЕТО                 | 4       | 1963, 1982, 1983, 2013 |
| Будапещи (Будапеща)      | 2       | 1901, 1902 |
| Надварад (Орадя) 1       | 1       | 1944 |
| ФК Вац                   | 1       | 1994 |
| Дунафер (Дунауйварош)    | 1       | 2000 |
| Залаегерсег              | 1       | 2002 |
| Видеотон (Секешфехервар) | 1       | 2011 |

- 1 – Сега град Надварад е в територията на Румъния и преименуван на Орадя.